# Wola Górecka
Wola Górecka – przysiółek wsi Górki w Polsce położony w województwie podkarpackim, w powiecie brzozowskim, w gminie Brzozów.
W latach 1975–1998 miejscowość należała administracyjnie do województwa krośnieńskiego.
W przysiółku znajduje się kościół filialny pw. Matki Bożej Nieustającej Pomocy, poświęcony w 1996 roku, należący do parafii Górki oraz budynek OSP.
Przysiółek posiada 61 domów, jest położony w południowej części wsi otoczony lasami.